# 7e cérémonie des Boston Society of Film Critics Awards
La 7e cérémonie des Boston Society of Film Critics Awards, décernés par la Boston Society of Film Critics, a eu lieu le 11 janvier 1987, et a récompensé les films réalisés en 1986.

## Palmarès

### Meilleur film
- Blue Velvet

### Meilleur réalisateur
(ex æquo)
- David Lynch pour Blue Velvet 
 Oliver Stone pour Platoon

### Meilleur acteur
- Bob Hoskins pour le rôle de George dans Mona Lisa

### Meilleure actrice
- Chloe Webb pour le rôle de Nancy Spungen dans Sid et Nancy

### Meilleur acteur dans un second rôle
(ex æquo)
- Dennis Hopper pour le rôle de Frank Booth dans Blue Velvet 
 Ray Liotta pour le rôle de Ray Sinclair dans Dangereuse sous tous rapports (Something Wild)

### Meilleure actrice dans un second rôle
- Dianne Wiest pour le rôle de Holly dans Hannah et ses sœurs (Hannah and Her Sisters)

### Meilleur scénario
- Hannah et ses sœurs (Hannah and Her Sisters) – Woody Allen

### Meilleure photographie
- Blue Velvet – Frederick Elmes

### Meilleur film en langue étrangère
- 37°2 le matin (Mitt liv som hund) •  France

### Meilleur documentaire
- Mother Teresa (documentaire)